# Anna Bińkowska
Anna Bińkowska (ur. 1987 w Warszawie) – polska pisarka, autorka literatury kryminalnej.

## Życiorys
Anna Bińkowska jest absolwentką archeologii na Uniwersytecie Warszawskim ze specjalizacją w zakresie tradycji antycznej w sztukach wizualnych. W 2015 i 2016 została laureatką konkursów na opowiadanie kryminalne. W 2017 została laureatką konkursu na treatment filmowy w ramach Międzynarodowego Festiwalu Kryminału. Ponadto jest laureatką konkursów literackich „Złoczyńcy w uzdrowisku” oraz na opowiadanie kryminalne pod honorowym patronatem Komendanta Stołecznego Policji.

## Wydane książki[4]
- 2017: Tu się nie zabija, cykl: Mirska i Budryś (tom 1)
- 2018: Nie zapomnij o mnie, cykl: Mirska i Budryś (tom 2)
- 2020: Zgodnie z prawdą